# 宮本武蔵 (1961年の映画)
『宮本武蔵』（みやもとむさし）は、1961年（昭和36年）5月27日公開の日本映画である。製作・配給：東映。富士フイルムカラー、東映スコープ（2.35:1）、110分。
監督：内田吐夢、主演：中村錦之助（のちの萬屋錦之介）による、吉川英治の小説『宮本武蔵』を原作とした『宮本武蔵』シリーズ全5部作の第1作。関ヶ原の戦いから帰還した若き郷士・新免武蔵（しんめん たけぞう）が相次ぐ誤解によって村を追われ、僧・沢庵宗彭の導きにより、姫路城天守で3年間の幽閉生活を送るまでを描いている。
配収は3億500万円で、この年の邦画配収ランキング第5位となった。
1961年度NHK映画賞ベスト・テン第10位。

## スタッフ
監督を除く職掌および順序は作中タイトルバックおよび国立映画アーカイブに基づく。
- 監督：内田吐夢
- 製作：大川博
- 企画：辻野公晴、小川貴也
  - 企画：坪井与（クレジットなし）[6]
- 原作：吉川英治（六興出版部刊）
- 脚本：成沢昌茂、鈴木尚之
- 撮影：坪井誠
- 照明：和多田弘
- 録音：野津裕男
- 美術：鈴木孝俊
- 音楽：伊福部昭
- 編集：宮本信太郎
- 記録：石橋成子
- 装置：上羽峯男
- 装飾：宮川俊夫
- 美粧：林政信
- 結髪：桜井文子
- 衣裳：三上剛
- 擬斗：足立伶二郎
- 進行主任：植木良作
- 助監督（クレジットなし）[7]：山下耕作、富田義治、杉野清史

## キャスト
クレジット順は作中タイトルバックに基づく。役名は作中タイトルバックおよび、一部は国立映画アーカイブによった。
- 新免武蔵（作州宮本村の郷士）：中村錦之助

- 本位田又八（武蔵の幼馴染）：木村功
- お甲（艾屋／野盗の情婦）：木暮実千代
- お杉（又八の母）：浪花千栄子

- 池田輝政（姫路城主／沢庵の禅友）：坂東蓑助
- 辻風典馬（野盗）：加賀邦男
- お吟（武蔵の姉）：風見章子
- 青木丹左ェ門（池田家家臣）：花沢徳衛
- 渕川権六（本位田家家僕）：阿部九州男
- 竹細工屋喜助：宮口精二（文学座）

- 七宝寺の和尚：小笠原章二郎
- 村人：有馬宏治、梅沢昇
- 村人（本位田の縁者）：大崎史郎
- 村人：長島隆一
- 竹細工屋老婆：赤木春恵
- 村の老人：高松錦之助
- 村人：浜田伸一、中村錦司、遠山金次郎、片岡半蔵
- 木戸役人：河村満和、近江雄二郎
- 山伏：浅野光男
- 炭焼きの男：石丸勝也
- 村人：源八郎、菊村光恵、大浦和子
- 木戸役人：鈴木金哉
- 役人：五里兵太郎
- 使者：波多野博
- 亡霊：潮路章、宮城幸生、黒部武司
- 村人：伊藤克彦、野間勝良
- 寺男：春路謙作
- 寺男の妻：岡嶋艶子

- 宗彭沢庵（禅僧）：三國連太郎

- お通（又八の許婚）：入江若葉（新人）
- 朱美（お甲の養女）：丘さとみ

## 製作・興行

### キャスティング
本シリーズの企画者である岡田茂東映京都撮影所所長が、当時"志村妙子"名義で東映に所属していた太地喜和子を大役（お通？）に抜擢したが、太地は「文学座の試験に受かったから舞台の道に進む」と大役を断ったという。岡田は「太地さんが志村妙子として東映に残っていれば、映画界から大スターへの足跡を辿ることになったと思う」と話している。

### 同時上映
- 『特ダネ三十時間 危険な恋人』（監督：若林栄二郎／主演：南廣）

## ネット配信
- YouTube「東映時代劇YouTube」で、全作購入&レンタル配信。